# 彭陆洋
彭陆洋（1986年1月10日—），山东济南人，中国女子乒乓球运动员，曾获得全国乒乓球锦标赛女子单打冠军。